# Günter Schickert
Günter Schickert (* 25. April 1949) ist ein Musiker aus Deutschland, der Gitarre und Trompete spielt. Er ist den Gattungen Berliner Schule, Krautrock und Elektronische Musik zuzurechnen.
Schickert war zunächst in den 1960er Jahren in der Berliner Free-Jazz-Szene aktiv und dann als Roadie und Tontechniker des Elektronikspezialisten Klaus Schulze tätig, 1973 gründete er mit Axel Struck (Gitarre) und Michael Leske (Schlagzeug) das Trio GAM.

## Diskografie (Auswahl)
- 1974: Samtvogel (Self-released)
- 1979: Überfällig (Sky Records)
- 1983: Kinder in der Wildnis (YHR Tapes)
- 1995: Somnambul (Musique Intemporelle)
- 2012: HaHeHiHo (VCO Records)
- 2013: Schulze-Schickert Session (Мирумир, Mirumir Music Publishing)
- 2014: Pharoah Chromium (Grautag Records)
- 2019: Nachtfalter (Bureau B)